# Fabiola Gianotti

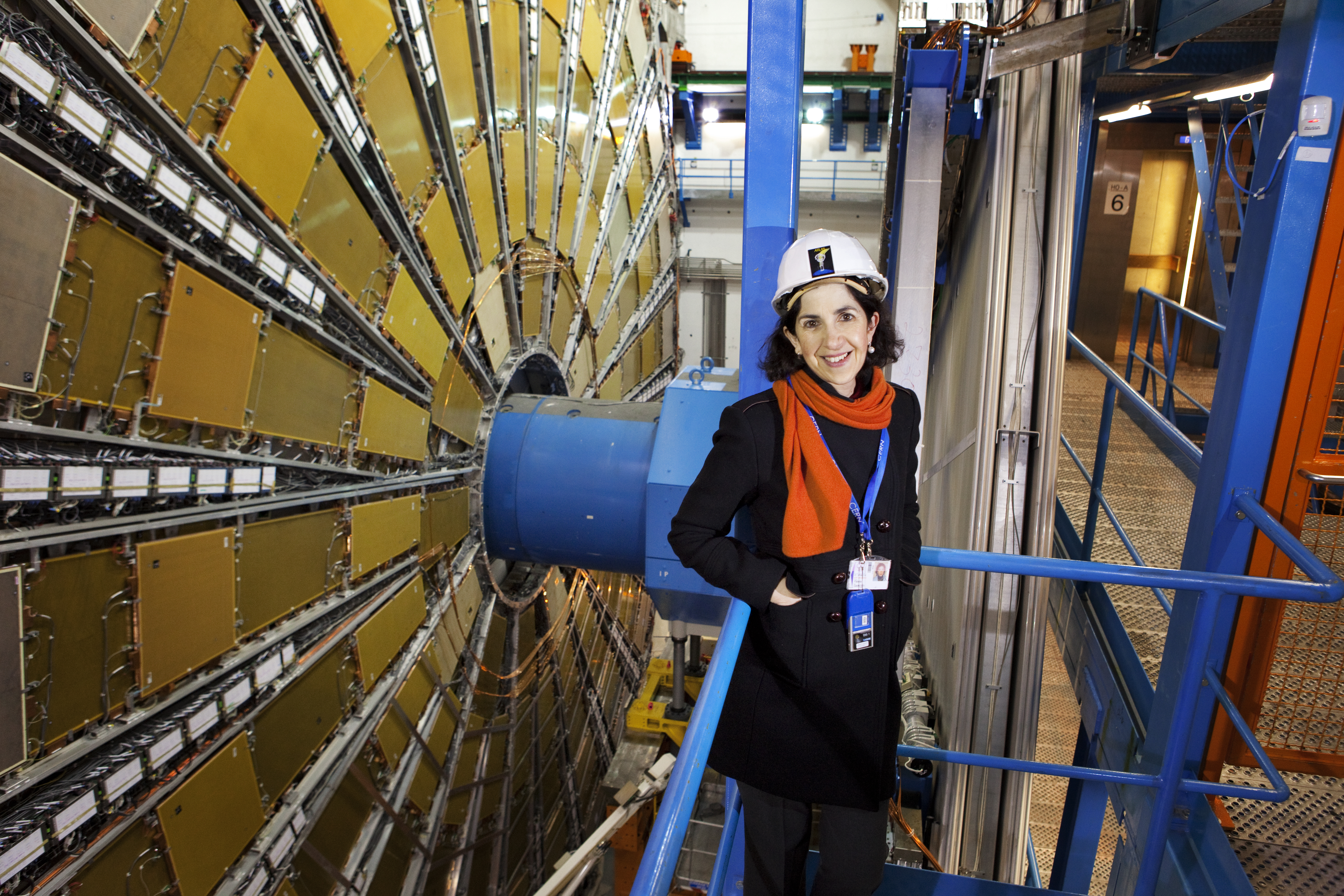
Fabiola Gianotti amb el detector ATLAS

Fabiola Gianotti (italià: [faˈbiːola dʒunˈnɔtti]; 29 d'octubre 1960) és una física de partícules italiana coneguda per haver estat cap de la col·laboració internacional ATLAS a l'LHC i la primera dona nomenada com a Directora General del CERN.

## Biografia
Fabiola Gianotti va rebre el doctorat en física de partícules experimental a la Universitat de Milà el 1989. És investigadora permanent al Departament de Física del CERN des del 1996 (implicada a diversos experiments del laboratori: WA70, UA2, ALEPH i ATLAS). Va ser cap ("portaveu") de la col·laboració internacional ATLAS de 2009 al 2013 i va anunciar oficialment (juntament amb John Incandela, portaveu de l'experiment CMS) la descoberta del bosó de Higgs el 2012 en un històric seminari al CERN. D'ençà agost 2013, és professora honorària a la Universitat d'Edimburg. És també membre de l'Acadèmia italiana de Ciències (Accademia Nazionale dei Lincei) i membre associada estrangera de l'Acadèmia Nacional de Ciències dels EUA.
Gianotti fou inclosa entre les “100 dones més inspiracionals del món” pel diari The Guardian (Regne Unit, 2011), classificada 5a "Personalitat de l'Any" per la revista Time (EUA, 2012), entre les “100 dones més influents del món” per la revista Forbes (EUA, 2013) i considerada entre els “Pensadors Globals Capdavanters” per la revista Foreign Policy (EUA, 2013). Gianotti és membre del Consell Científic del Secretari General de l'ONU, Ban Ki-Moon.

## Honors i premis

### Graus acadèmics honorífics
- Gianotti és Doctor honoris causa per la Universitat d'Uppsala, L'École Polytechnique Fédérale de Lausana (EPFL), la Universitat McGill[13] (Montréal), la Universitat d'Oslo[14] i la Universitat d'Edimburg.[15][16][17]

### Premis
- 2014 “Cavaliere di Gran Croce dell'ordine al merito della Repubblica”, per nomenament del president italià Giorgio Napolitano[18]
- 2013 Premi Enrico Fermi de la Societat de Física italiana[19]